# Kościół Najświętszego Serca Pana Jezusa w Krzyżu Wielkopolskim
Kościół Najświętszego Serca Pana Jezusa w Krzyżu Wielkopolskim – jeden z rzymskokatolickich kościołów parafialnych w mieście Krzyż Wielkopolski. Mieści się przy ulicy Poznańskiej. Należy do dekanatu Trzcianka diecezji koszalińsko-kołobrzeskiej.
Świątynia została zbudowana w latach 1935-1936, konsekrowana w 1937 roku. Budowla jednonawowa, posiada dwie wieże o hełmach namiotowych. Jest najwyższym budynkiem w mieście. Msze święte odprawiane są w świątyni przez księży salwatorianów.